# Terence Hanbury White
Pour les articles homonymes, voir White.
Terence Hanbury White, né en 1906 à Bombay (Inde) et mort en 1964 au Pirée, (Grèce), est un romancier britannique, représentant emblématique du genre littéraire de la fantasy au XXe siècle, surtout connu pour son premier roman, L'Épée dans la pierre (The Sword in the Stone) paru en 1938 et adapté en dessin animé par Walt Disney vingt-cinq ans plus tard sous le nom de Merlin l'Enchanteur.

## Biographie
Fils d'un superintendant britannique de la police indienne alcoolique, Garrick Hansbury White, et d'une mère décrite comme froide, Constance White,, il gardera de son enfance une grande sensibilité et une personnalité névrosée. Afin de vaincre ses frayeurs et son sentiment permanent du danger, il apprend à piloter les avions, à conduire des bolides, à sauter en parachute, et pêcher le saumon. Étudiant brillant à Cambridge dans les années 1930,,, il se retira néanmoins en Irlande, fuyant ses semblables et se consacrant à ses passions : les chiens, les oiseaux, les paysages, mais également le Moyen Âge, l'histoire naturelle et les fées.
En 1946, il s'installe définitivement sur l'île d'Aurigny, la plus septentrionale des îles Anglo-Normandes.
En 1963, il entreprend un tour du monde pour présenter son œuvre littéraire au cours de lectures publiques. Après un tour des États-Unis, il poursuit sa tournée en Europe. C'est au terme de celle-ci , au début de l'année 1964, qu'il meurt subitement d'une crise cardiaque à bord du bateau sur lequel il venait d'embarquer au port du Pirée, pour s'en retourner chez lui, à Aurigny. Sa dépouille est enterrée à Athènes.
J. K. Rowling décrit White comme « l'ancêtre spirituel de Harry Potter,, ».
En 2014, son roman L'Épée dans la pierre reçoit le prix Hugo du meilleur roman pour l'année 1939 (Retro Hugo).

## Œuvres
Son cycle romanesque, La Quête du Roi Arthur (The Once and Future King) - dénonce par le biais de la fantasy les régimes fasciste et nazi. Elle comprend :
- L'Épée dans la pierre, 1938 (le célèbre The Sword in the Stone, adapté au cinéma en 1963 par Walt Disney sous le titre français de Merlin l'Enchanteur.)
- La Sorcière de la forêt, 1939 (The Witch of the Wood) - rééd. Joëlle Losfeld, 2010
- Le Chevalier mal adoubé, 1940 (The Ill-made Knight) - rééd. Joëlle Losfeld, 2009
- La Chandelle dans le vent, 1958 (The Candle in the Wind) - rééd. Joëlle Losfeld, 2009
- Le Livre de Merlin, posthume, 1977 (The Book of Merlyn) - rééd. Joëlle Losfeld, 2009